# 프티트루드니프
프티트루드니프(프랑스어: Petit-Trou-de-Nippes, 아이티 크레올어: Ti Twou de Nip)는 아이티 니프주 앙사보구에 위치한 작은 도시이다. 인구는 27,273명 (2009)이다.

## 상세
아이티 남서부 바라데르반도에 위치해 있으며, 바라데르만을 둘러싼 일련의 섬과 연결되어 있다. 작은 항구가 들어서 있으며, 지역 경제는 커피, 사탕수수, 목화 재배를 기반으로 삼고 있다.
2021년 8월 14일 (현지 시간), 이곳에서 남동쪽으로 13.5km 떨어진 지점에서 규모 7.2의 강진이 발생했다.